# مارنه
مارنه (به ایتالیایی: Marene) یک کومونه در ایتالیا است که در استان کونیو واقع شده‌است.

## خصوصیات
مارنه ۲۹٫۰ کیلومترمربع مساحت و ۲٬۸۰۳ نفر جمعیت دارد و ۳۱۰ متر بالاتر از سطح دریا واقع شده‌است.